# Jan Mul
Johannes Nicolaas (Jan) Mul (Schoten, 20 september 1911 - Overveen, 30 december 1971) was een Nederlandse organist, componist van voornamelijk kerkmuziek.

## Leven
Hij was een zoon van slager Pieter Mul en Maria Hille. Zelf was hij getrouwd met Barbara Maria Huizing. Al op jonge leeftijd kreeg Mul muziekonderwijs. Tijdens zijn lagere schooltijd kreeg hij al pianoles van Betsy Pielage. Orgellessen van Hendrik Andriessen volgden tijdens zijn opleiding aan het Triniteitslyceum (Andriessen was organist in de parochiekerk van Mul). Compositieleer ontving hij dan weer van Sem Dresden aan het Conservatorium van Amsterdam.
Hij was als cantor-organist voor dertig jaar verbonden aan de O.L. Vrouw Onbevlekt Ontvangenkerk in Overveen. Tevens was hij muziekdocent aan het Conservatorium van Maastricht. Ook was hij bestuurskundig bezig als voorzitter van de BUMA en het Genootschap van Nederlandse Componisten (GeNeCo). Hij was vanaf 1945 muziekrecensent van de Volkskrant, een baan die hij deelde met Harry Prenen en Godfried Bomans; ze werden de Haarlemse School genoemd. Hij was voorts actief binnen de Gregoriusvereniging.
Herman Strategier droeg zijn Haarlem-suite uit 1947 op aan Jan Mul en Barbara Huizing

## Werken
Een van zijn eerste werken Missa Causa nostra laetitiae (tweestemmig koor en fluit) uit 1933 werd door diezelfde Sem Dresden op de lessenaars gezet van de Haarlemsche Motet- en Madrigaalvereniging voor de uitvoering tijdens het ISCM (of voorloper daarvan). Mul schreef zijn werken voornamelijk in een stijl die gezien wordt als het verlengde van de stijl van Hendrik Andriessen.

## Werklijst

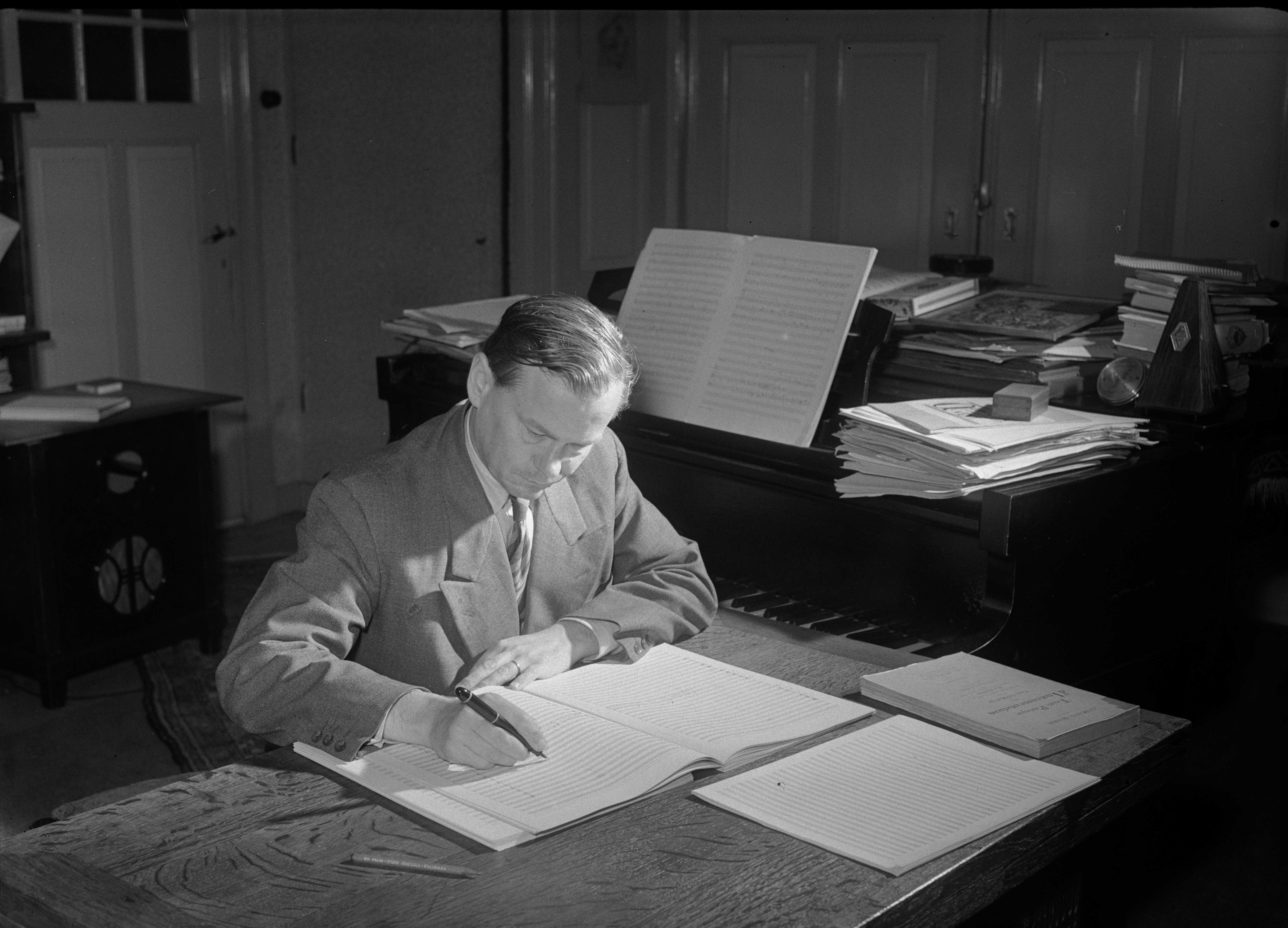
Jan Mul in Zijlweg te Haarlem, 1952

- 1934: Stabat Mater (koor en orkest)
- 1936: Mis in G (met orgelbegeleiding)
- 1936: Te Deum (koor en orkest)
- 1936: 4 Coplas (hoge zangstem en orkest), tekst Hugo de Vries
- 1940: Pianosonate (voor piano solo) later georkestreerd tot Sinfonietta)
- 1941: Drie Latijnse minneliederen (voor sopraan en piano, in 1954 georkestreerd)
- 1942: Missa l'homme désarmé (vijfstemmig koor met orgel)
- 1942: Zes intervallen (voor piano solo) later georkestreerd)
- 1942: Tres pueri, mis ter viering van de 50e verjaardag van Andriessen, samen met Albert de Klerk en Herman Strategier
- 1943: Midden in de winternacht (koor, piano) op tekst van Harry Prenen; in 2019 opgenomen in European Songbook in de categorie Geloof.
- 1944: Arietta en fuga (voor twee piano’s)
- 1944: Suite voor piano
- 1952: De varkenshoeder (kameropera op tekst van Harry Prenen naar een origineel van Hans Christiaan Andersen)
- 1952: Galant kwartet (voor sopraan, fluit, cello en piano, later georkestreerd)
- 1957: Kwintet voor klarinet, fagot, viool, alt en cello (kamermuziek)
- 1958: Fanfare in Es voor de film De Fanfare van Bert Haanstra (filmmuziek)
- 1962: Lettre de N. l’Abbé d’Olivet a M. le president Bouhier (bariton en orkest, op basis van een reisbrief uit 1787)
- 1962: Concert voor piano vierhandig en orkest
- 1965: Ik, Jan Mul, Hommage aan Georges Auric (voor Leids studentenorkest)
- 1965: De kwink op tekst van Cees Buddingh
- 1965: Confetti musicali (orkest)
- 1966: La clef des songes: Abeilles, Aigle, Ane, Belette, Chat/Souris (gemengd koor, piano)
- 1967; Divertimento, ook wel pianoconcerto
- 1968: Les donemoiselles (bundel pianostukken gecomponeerd voor vrouwen werkend bij het 20-jarige Donemus)
- 1968: Balladino, concert voor cello en orkest van het Maastrichts conservatorium
- 1969: The old familiar faces (bas en orkest)
- 1969: Trio voor twee cello’s en contrabas
- 1971: Cantate l’homme d’sarmé (koor en orkest)
- Missa Canonica (driestemmig koor a capella)
- Missa Impromptu (driestemmig a capella)
- Liederen met een pruik op (18e-eeuwse teksten)

## Bert Haanstra en de Fanfare in Es
Onder het grote publiek werd hij vooral bekend door de filmmuziek die hij componeerde voor films van Bert Haanstra. De dubbelmars uit diens speelfilm Fanfare is uitgebracht onder de titel Fanfare in Es. Het stuk werd uitgevoerd door het Amsterdams Concertgebouworkest. De film kreeg haar Nederlandse televisiepremière op 29 december 1971, een dag daarna werd Mul getroffen door een hartinfarct. Hij overleed tien dagen na mede-columnist Bomans. In 2023 bereikte "De Fanfare in Es" de top 100 van NPO 4 van filmmuziek aller tijden.

## De avonturen van Bill Clifford
Ook schreef Mul de muziek van een opera in twee bedrijven. Het libretto was door Godfried Bomans geschreven, gebaseerd op diens detectiveverhaal De avonturen van Bill Clifford (1948). De partituur, die lange tijd zoek was, bevindt zich in het Nederlands Muziek Instituut in de Koninklijke Bibliotheek in Den Haag. De opera is slechts eenmaal opgevoerd en wel in 1964 ter gelegenheid van de opening van de Technische Hogeschool Twente in Enschede. De reacties in de pers liepen sterk uiteen, van "een ongekend geestloos product, bepaald geen nieuwe perspectieven voor een eigen Nederlandse operacultuur" tot "het werk bevat zoveel muzikale spiritualiteit, gevat in rake ritmische, harmonische trouvailles, dat het zonder meer tot de beste operawerken behoort, die ooit in ons land geschreven zijn".
- CiNii: DA13055457
- Gemeinsame Normdatei: 104021845
- International Standard Name Identifier: 0000 0000 8394 5093
- Library of Congress Control Number: no92016527
- Nationale Bibliotheek van Israël: 987007287755805171
- Nederlandse Thesaurus van Auteursnamen: 068280394
- Virtual International Authority File: 74279993
- WorldCat: E39PBJjhFkrfmb7dcQPr9VVQv3